# Демаре, Николя (учёный)
Николя́ Демаре́ (фр. Nicolas Desmarest, 16 сентября 1725, Сулен-Дюи — 28 сентября 1815, Париж) — французский физик и геолог.
Демаре исследовал состояние промышленности в разных французских провинциях, Италии, Голландии и занимал должность фабричного инспектора в разных местах. В 1788 году назначен генерал-инспектором и директором мануфактур Франции. Во время Французской революции был лишён должности и арестован. Но Французская империя вернула ему его пост. Деятельность его была очень плодотворна для французской промышленности. Он много писал по вопросам техники (в Encyclopédie méthodique и др.).
При всех своих сложных обязанностях по должности Демаре находил время для геологических исследований, результаты которых помещены в мемуарах Академии наук Франции и Института Франции. Демаре первый обратил внимание на вулканическое происхождение базальтовых пород. Ценна его минералогическая и геологическая карта Оверни.

## Труды
- Sur l'ancienne jonction continentale de l'Angleterre à la France, 1753
- Ephémérides de la généralité de Limoges, 1765
- Conjectures physico-mathématiques, 1766
- Dictionnaire de géographie physique, 1798—1825